# Файв-Пойнтс (Флорида)
Файв-Пойнтс (англ. Five Points) — переписна місцевість (CDP) в США, в окрузі Колумбія штату Флорида. Населення — 1076 осіб (2020).

## Географія
Файв-Пойнтс розташований за координатами 30°13′21″ пн. ш. 82°38′47″ зх. д. / 30.22250° пн. ш. 82.64639° зх. д. (30.222472, -82.646379).  За даними Бюро перепису населення США в 2010 році переписна місцевість мала площу 6,49 км², уся площа — суходіл.

## Демографія
Згідно з переписом 2010 року, у переписній місцевості мешкало 1265 осіб у 376 домогосподарствах у складі 228 родин. Густота населення становила 195 осіб/км².  Було 460 помешкань (71/км²).
Расовий склад населення:
| - 75,8 % — білих - 20,4 % — чорних або афроамериканців - 0,1 % — корінних американців - 1,5 % — осіб інших рас |

До двох чи більше рас належало 2,2 %. Частка іспаномовних становила 3,6 % від усіх жителів.
За віковим діапазоном населення розподілялося таким чином: 24,3 % — особи молодші 18 років, 66,1 % — особи у віці 18—64 років, 9,6 % — особи у віці 65 років та старші. Медіана віку мешканця становила 33,8 року. На 100 осіб жіночої статі у переписній місцевості припадало 133,4 чоловіків;  на 100 жінок у віці від 18 років та старших — 134,8 чоловіків також старших 18 років.
За межею бідності перебувало 20,5 % осіб, у тому числі 49,3 % дітей у віці до 18 років та 15,8 % осіб у віці 65 років та старших.
Цивільне працевлаштоване населення становило 262 особи. Основні галузі зайнятості: роздрібна торгівля — 27,5 %, мистецтво, розваги та відпочинок — 27,5 %, публічна адміністрація — 11,1 %, освіта, охорона здоров'я та соціальна допомога — 10,7 %.